# Virginio Lunardi
Pour les articles homonymes, voir Lunardi.
Virginio Lunardi est un sauteur à ski italien, né le 22 mars 1968 à Gallio

## Palmarès

### Jeux olympiques d'hiver
| Épreuve / Édition | Calgary 1988 |
| Petit Tremplin    | 50e          |
| Grand Tremplin    | 45e          |

### Championnats du monde de saut à ski
| Épreuve / Édition | Oberstdorf 1987 | Lahti 1989 | Val di Fiemme 1991 |
| Petit Tremplin    | 35e             | 29e        | 41e                |
| Grand Tremplin    | 66e             | 17e        |                    |

### Championnats du monde de vol à ski
| Épreuve / Édition | Vikersund 1990 |
| Individuel        | 9e             |

### Coupe du monde de saut à ski
- Meilleur classement final: 10e en 1990.
- Meilleur résultat: 2e.